# Complexe vermenigvuldiging
In de wiskunde is complexe vermenigvuldiging de theorie van de elliptische krommen waarvan de ring van endomorfismen bestaat uit meer dan de triviale endomorfismen die gegeven worden door vermenigvuldiging met een geheel getal. Meer algemeen is het de theorie in hogere dimensies van abelse variëteiten {\displaystyle A} die in een zekere precieze zin genoeg endomorfismen hebben (dit betekent ruwweg dat de actie van de raakruimte op de identiteitselement van {\displaystyle A} een directe som van eendimensionale modulen is). Anders gezegd is complexe vermenigvuldiging de theorie van de elliptische functies met extra symmetrieën, die voorkomen als het perioderooster een geheeltallig rooster volgens Gauss of volgens Eisenstein is.

## Voorbeeld
De elliptische kromme {\displaystyle C} over de complexe getallen {\displaystyle \mathbb {C} } wordt geven door
{\displaystyle C:y^{2}=x^{3}+x}
De ring van endomorfismen van {\displaystyle C} bevat voor elke {\displaystyle n\in \mathbb {Z} } het endomorfisme
{\displaystyle \phi _{n}(x,y)=n(x,y)}
waarin voor {\displaystyle n>0}
{\displaystyle n(x,y)=\underbrace {(x,y)+\ldots +(x,y)} _{n{\text{ keer}}}}
en voor {\displaystyle n<0}
{\displaystyle n(x,y)=-(-n)(x,y)}
Maar ook bevat de ring het endomorfisme
{\displaystyle \psi (x,y)=(-x,iy)}
zodat {\displaystyle C} een elliptische kromme is met complexe vermenigvuldiging.